# Quintenic
Quintenic (bretonisch: Kistenid) ist eine französische Gemeinde mit 364 Einwohnern (Stand: 1. Januar 2022) im Département Côtes-d’Armor in der Region Bretagne. Die Bewohner werden Quintenicais und Quintenicaises genannt.

## Geographie
Umgeben wird Quintenic von den Gemeinden Hénansal im Norden, Saint-Denoual im Osten, Plédéliac im Süden und Lamballe-Armor mit Lamballe im Südwesten.

## Bevölkerungsentwicklung

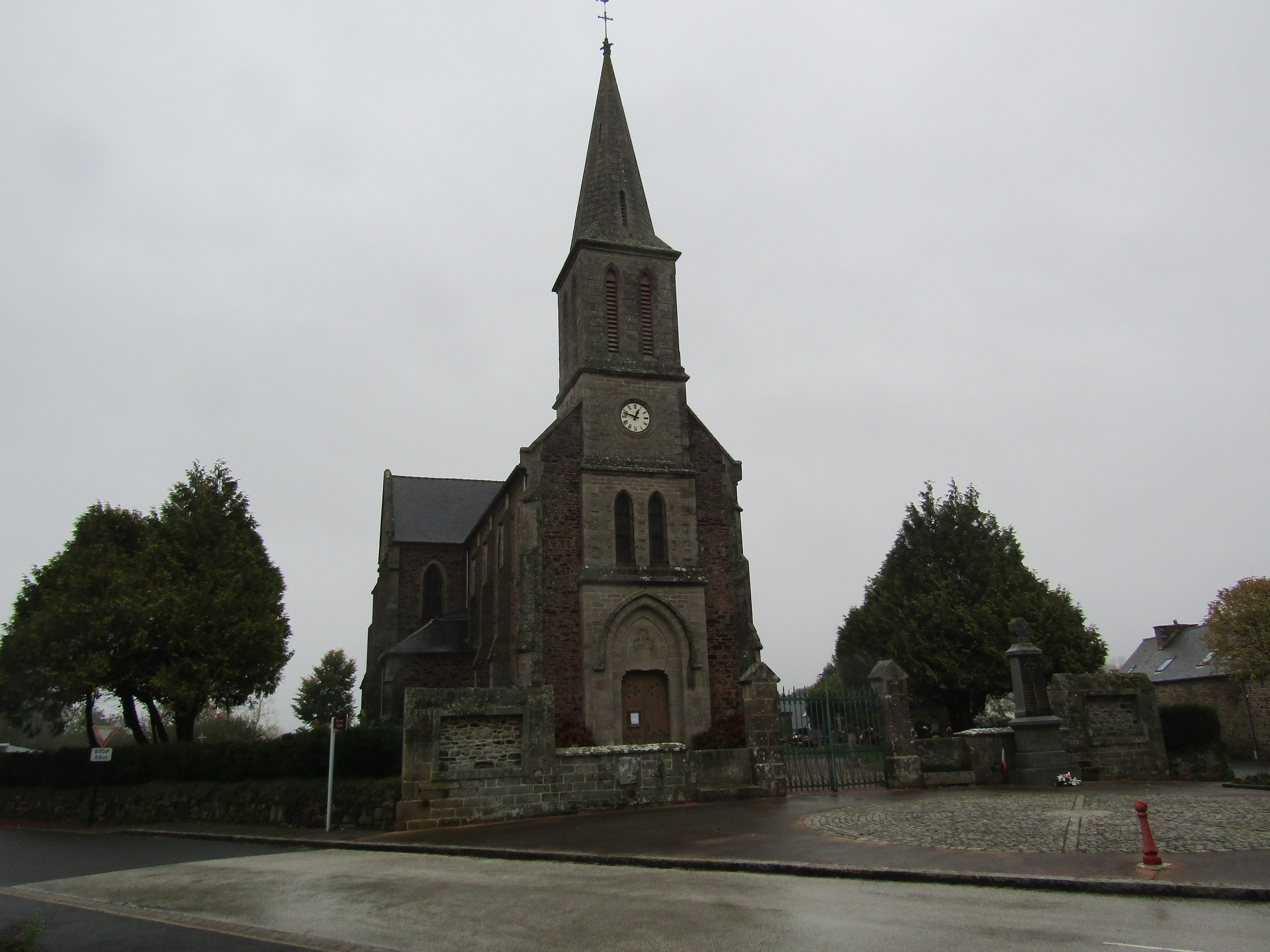
Kirche Saint-Pierre

| Jahr      | 1962 | 1968 | 1975 | 1982 | 1990 | 1999 | 2008 | 2012 | 2020 |
| --------- | ---- | ---- | ---- | ---- | ---- | ---- | ---- | ---- | ---- |
| Einwohner | 264  | 249  | 235  | 222  | 263  | 266  | 319  | 339  | 360  |